# Monoplani Bristol-Coanda
I monoplani Bristol-Coanda (in inglese Bristol-Coanda monoplanes o Bristol Coanda monoplanes) furono una famiglia di modelli di aereo da addestramento progettati dall'ingegnere franco-rumeno Henri Coandă per l'azienda britannica British & Colonial Aeroplane nel 1912. Ne vennero prodotti 37 esemplari in diverse versioni; alcuni di essi furono utilizzati in ambito militare.

## Storia del progetto e impiego operativo
Henri Coandă aveva studiato ingegneria tra la Francia e il Belgio nei primi anni del Novecento e, collaborando anche con Gustave Eiffel e con Gianni Caproni, si era già distinto con diversi notevoli progetti prima di essere assunto dall'azienda britannica British & Colonial Aeroplane di Filton nel gennaio del 1912. Tale azienda, che sarebbe poi diventata famosa col nome di Bristol, era stata fondata il 19 febbraio 1910 da George White, un imprenditore attivo nel campo dei trasporti.
La prima realizzazione di Coandă dopo il suo arrivo alla Bristol fu un monoplano dalla configurazione tradizionale, derivato dal precedente monoplano Bristol-Prier. L'aereo di Coandă, indicato con il numero di serie 77, venne inviato a Larkhill il 27 marzo 1912 per subire i necessari collaudi, che durarono alcune settimane. Una versione modificata di questo aereo, nota con il numero di serie 80 e dotata di posti affiancati anziché in tandem per i due membri dell'equipaggio, venne costruita nel maggio 1912; l'aereo rimase poi in servizio come addestratore tra Brooklands e Larkhill (due dei campi di aviazione più antichi del Regno Unito) fino a quando rimase distrutto in un incidente il 26 gennaio 1914. nel corso del 1913 vennero costruiti altri 5 esemplari della versione con posti in tandem e 6 di quella con posti affiancati (tutti propulsi da un motore Gnome da 50 hp); mentre alcuni di essi rimasero nel Regno Unito, altri vennero inviati parte in Italia e parte in Romania.

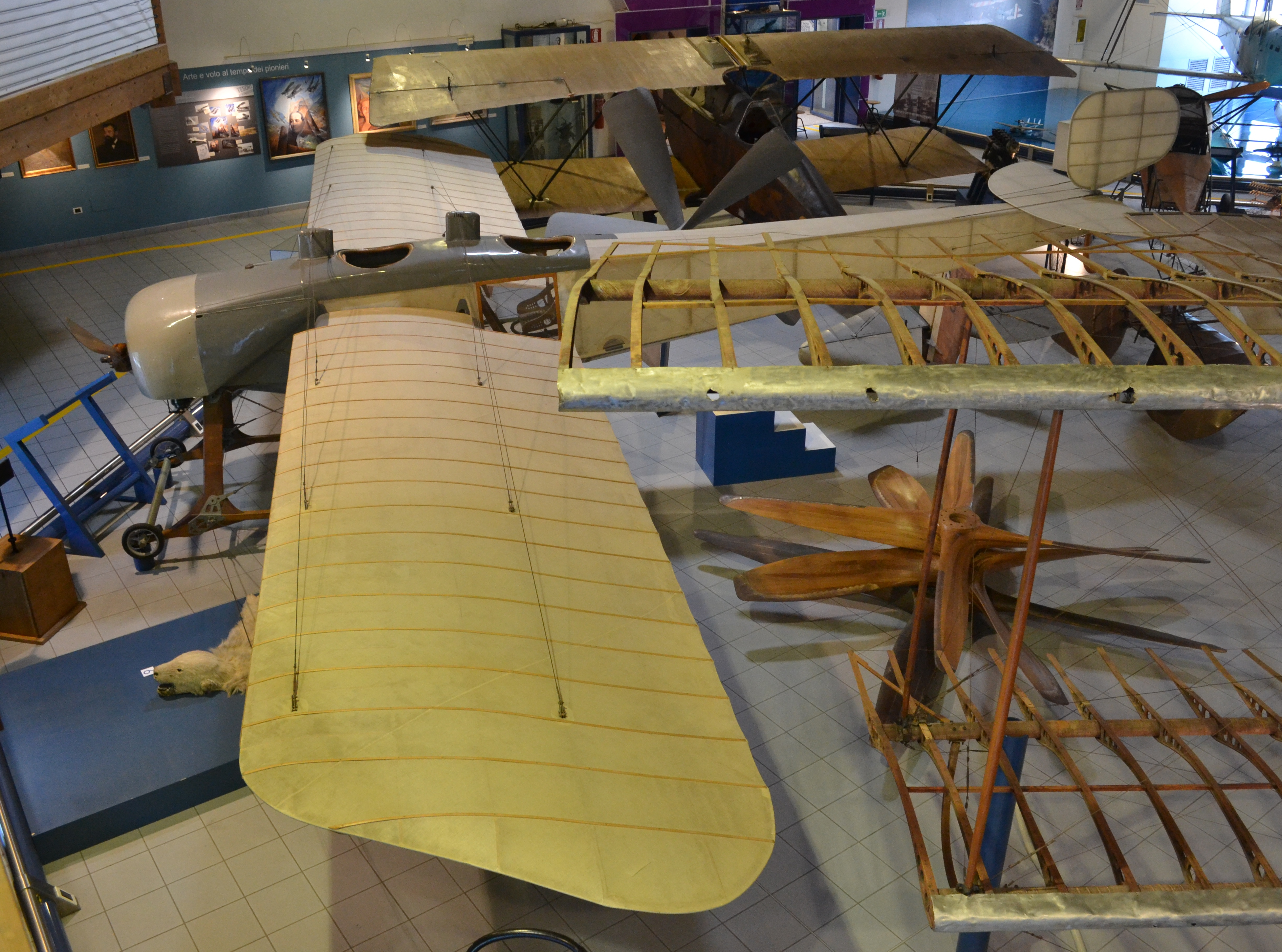
L'unico monoplano Bristol sopravvissuto, che è anche il più antico aereo Bristol esistente, è conservato presso il Museo dell'Aeronautica Gianni Caproni di Trento.

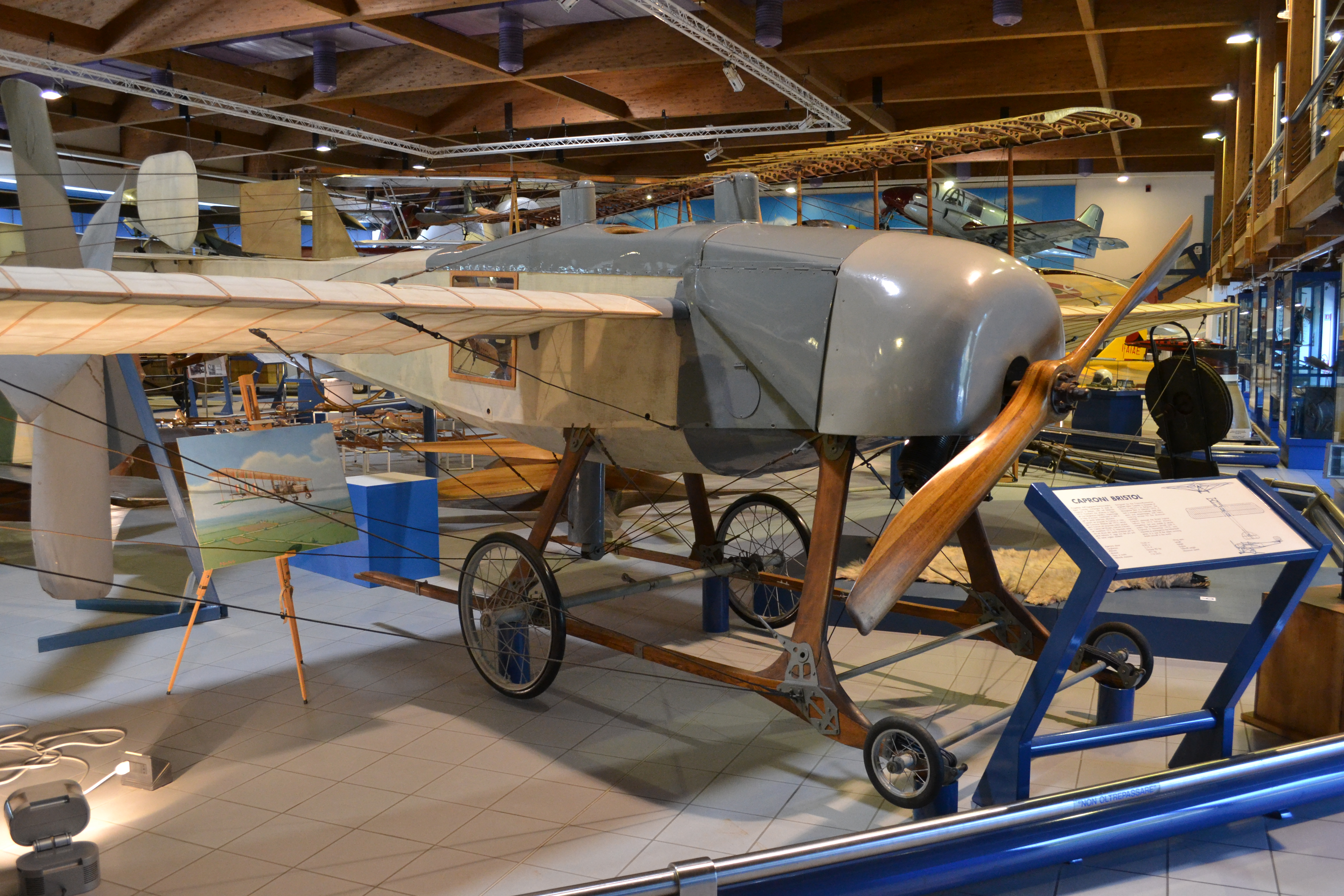
Vista frontale di tre quarti del monoplano Bristol del Museo Caproni; notare il peculiare carrello a quattro ruote, la grossa cofanatura del motore radiale e l'elica bipala.

Il 15 maggio 1912 venne annunciato dal War Office del governo britannico un concorso per un velivolo militare; tuttavia, dal momento che il termine per la presentazione degli aerei era di appena due mesi, e che inoltre il premio in denaro offerto al vincitore non era troppo cospicuo, l'azienda di Filton rinunciò a progettare un velivolo ex novo e presentò al concorso due monoplani per impiego militare derivati dai precedenti addestratori, ma propulsi da motori Gnome da 80 hp. Le specifiche imposte dal governo richiedevano che l'aereo fosse stabile, in modo da poter essere utilizzato come ricognitore, che avesse buone caratteristiche di velocità, autonomia, tangenza e tempi di salita, che fosse facile da trasportare e da impiegare su campi di volo non preparati con scarso o nullo personale oltre ai piloti.
Due esemplari di questo modello militare (identificati dai numeri di serie 105 e 106) vennero portati in volo dai piloti Busteed, Valentine e Pixton nel corso delle prove che si tennero a Larkhill e diedero buona prova, giungendo terzi a pari merito con un altro velivolo nella classifica finale del concorso. Il modello disegnato da Coandă dimostrò buone caratteristiche in particolare nelle prove di volo in condizioni di forte vento e in quelle di velocità e di autonomia; non riuscì invece a decollare da un campo non preparato, inconveniente che in seguito il progettista riuscì a superare riducendo il carico alare dell'aereo (ingrandendo le ali e riducendo il peso).
Al termine delle prove, prima della fine dell'estate 1912, i due aerei vennero acquistati dai militari e inquadrati nei Royal Flying Corps con i numeri di matricola 263 e 262 (corrispondenti rispettivamente al 105 e al 106). Tuttavia una serie di incidenti, l'ultimo dei quali colpì il 10 settembre proprio un monoplano Bristol-Coanda (probabilmente a causa del cedimento di uno dei cavi di rinforzo delle ali) spinse il War Office a mettere a terra tutti i monoplani militari dei Royal Flying Corps; tale iniziativa impedì al monoplano Bristol-Coanda ulteriori affermazioni commerciali nel Regno Unito.
Tuttavia la versione con ali ingrandite continuò a suscitare interessi in Italia e in Romania. Il primo monoplano militare Bristol-Coanda di serie (118) venne portato in Romania e le dimostrazioni che diede di fronte all'esercito ai comandi di Pixton convinsero le autorità rumene a ordinarne 10 esemplari. Un altro esemplare (121) venne inviato in Italia in novembre; l'Italia avrebbe poi ordinato 12 esemplari della versione, aerodinamicamente raffinata, il cui capostipite (131) era stato presentato al Salone di Parigi. In dicembre sia la Romania che l'Italia inviarono alcuni loro ufficiali a Larkhill per l'addestramento.

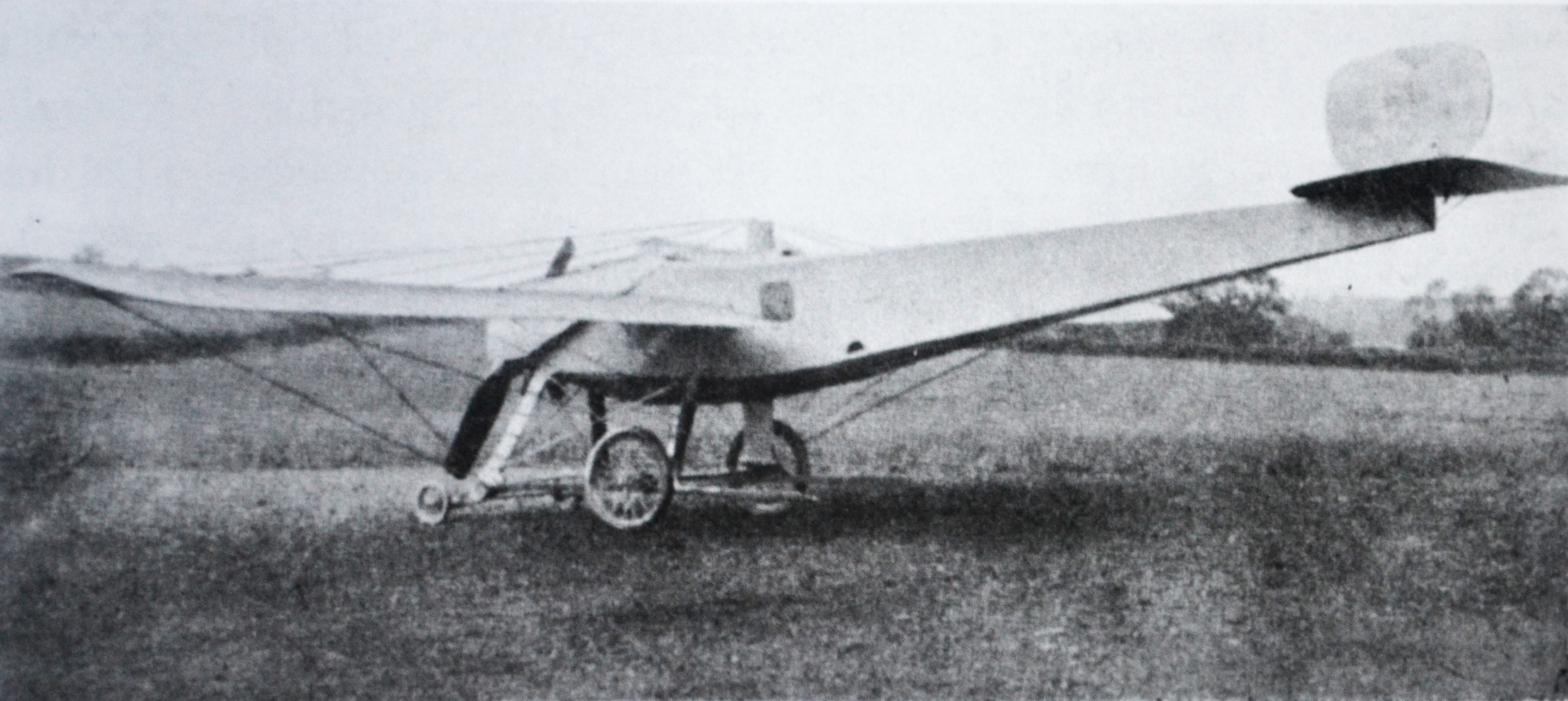
Un monoplano Bristol-Coanda costruito su licenza in Italia dalla Caproni e Faccanoni fotografato nel 1913.

La Bristol avviò poi la costruzione di altri 12 monoplani (143-154), di cui due (143 e 144) rimasero nel Regno Unito e uno (145) venne inviato in Spagna, mentre 4 avrebbero dovuto essere destinati alla Romania; tuttavia il primo di questi ultimi (146) ebbe un cedimento strutturale durante un volo di collaudo, il 5 marzo 1913, a causa del quale il pilota rimase ucciso; le consegne alla Romania vennero quindi interrotte. I velivoli rumeni ebbero le ali rinforzate per prevenire ulteriori incidenti del tipo già riscontrato, ma l'appesantimento che fu conseguenza dell'irrobustimento strutturale peggiorò sensibilmente le loro prestazioni; pertanto, infine, tutti i Bristol rumeni vennero convertiti in altrettanti biplani con l'aggiunta di una seconda ala (al di sopra della prima) e in questa configurazione si comportarono in modo completamente soddisfacente.
Nel frattempo l'Italia aveva richiesto la produzione di 36 esemplari su licenza da parte di un'azienda nazionale; la Caproni e Faccanoni di Vizzola Ticino venne selezionata come la più affidabile delle fabbriche aeronautiche italiane e l'accordo con la Bristol venne concluso alla fine dell'anno 1912. Lo "scheletro" di un monoplano Bristol-Coanda completo venne spedito in Italia insieme a tutti i piani e i disegni necessari e a un gruppo di tecnici britannici. I primi test di volo sui velivoli di costruzione italiana vennero eseguiti da piloti della Bristol, come era previsto dall'accordo internazionale; tali collaudi però vennero notevolmente ritardati da un errore compiuto nella fase di assemblaggio che aveva privato le ali della flessibilità necessaria a garantire l'efficienza dello svergolamento alare che controllava il rollio. Risolto il problema, gli aerei vennero impiegati dalla scuola di pilotaggio che era stata aperta nel gennaio 1913 alla Malpensa (vicino a Vizzola Ticino); tra gli istruttori c'erano il pilota della Bristol Collyns Pizey e il tenente italiano Renato de Riso.
Due Caproni-Bristol (così vennero denominati i monoplani Bristol-Coanda costruiti su licenza in Italia) pilotati da Pizey e da Sidney Sippe parteciparono al concorso militare del Ministero della Guerra che si tennero nell'aprile 1913 a Torino. A causa anche del maltempo che aveva ridotto il campo di volo a una palude, però, i velivoli Bristol che Caproni aveva presentato al concorso non ottennero risultati brillanti e non vennero selezionati dai militari (così come non vennero selezionati i Caproni Ca.18 che pure erano stati progettati per quell'occasione). Il contratto per i 36 Bristol venne cancellato, ma la licenza per la loro produzione non venne revocata fino al 1918 e i Caproni-Bristol di produzione italiana continuarono, insieme ai Bristol prodotti in Inghilterra, a essere impiegati dalla scuola di volo di Malpensa fino al 1914; la loro manutenzione rimase di competenza della Caproni e alcuni aerei subirono anche alcune modifiche e miglioramenti.
Solo due Caproni-Bristol vennero effettivamente costruiti; uno di essi venne consegnato alla Bristol nell'agosto 1913 e, rientrato in Inghilterra, venne convertito in un biplano.
Una variante del monoplano Bristol-Coanda concepita per fare concorrenza ai velivoli Etrich e Deutsche Flugzeugwerke sul mercato militare tedesco (numero di serie 111, nota anche come The Elephant) era stata sperimentata nel settembre 1912: era caratterizzata da un carrello metallico sterzabile e da un motore Daimler da 70 hp; venne inviata a Larkhill per i collaudi con due diverse coppie di semiali, una delle quali aveva un profilo sperimentale, ma il suo peso eccessivo gli impedì di dimostrare buone caratteristiche con entrambi i tipi di ali; il prototipo non fu dunque seguito dalla produzione in serie da parte della filiale tedesca della Bristol (Deutsche Bristol-Werke) come era stato inizialmente pianificato.

## Tecnica
I monoplani Bristol-Coanda, pur variando da versione a versione per la disposizione dei posti a sedere, per le dimensioni, per la motorizzazione e per dettagli minori, erano tutti sostanzialmente simili: biposto a motore singolo in configurazione traente, con ala monoplana in posizione media, impennaggi in coda e carrello quadriciclo.
La fusoliera aveva struttura lignea a traliccio, mentre l'ala aveva longheroni tubolari in acciaio e centine in legno; tutta la struttura era ricoperta di tela, salvo la parte anteriore della fusoliera, inclusa la cofanatura del motore, che era in alluminio. Ai lati della fusoliera, alcune finestre rettangolari in celluloide trasparente non infiammabile miglioravano la visibilità verso il basso dei membri dell'equipaggio. Le ali, a pianta trapezoidale, avevano il bordo d'attacco più corto del bordo d'uscita e presentavano delle rientranze vicino al punto in cui erano raccordate alla fusoliera in modo da garantire una visibilità ulteriormente migliorata.
L'aereo non era dotato di alettoni: il controllo del rollio era garantito dalla torsione delle estremità alari (svergolamento) tramite cavi metallici; altri cavi di controventatura rinforzavano la struttura dell'ala collegandola al carrello d'atterraggio e a due piloni profilati collocati sul dorso della fusoliera. In fase di progettazione era stata posta molta attenzione al problema di rendere l'aereo facile da smontare e rimontare per il trasporto e quindi tali cavi erano stati dotati di attacchi sganciabili velocemente.
Gli impennaggi avevano una struttura in tubi d'acciaio ed erano a loro volta ricoperti in tela; mentre la superficie verticale era composta da una deriva interamente mobile che fungeva anche da timone, la superficie orizzontale era composta da un equilibratore mobile in un unico pezzo incernierato a uno stabilizzatore fisso a pianta semicircolare (caratteristica dei progetti di Coandă).
Quasi tutte le versioni montavano propulsori rotativi Gnome di potenza variabile tra 50 e 80 hp che azionavano eliche bipala in legno a passo fisso.
Il carrello era dotato di quattro ruote, di cui due anteriori di piccolo diametro e due posteriori di diametro maggiore; le anteriori servivano principalmente a evitare che l'aereo rischiasse di cappottarsi in fase di atterraggio, dal momento che a riposo il velivolo poggiava solamente sulle due posteriori e sull'estremità dei pattini che le supportavano.

## Versioni
I dati sono tratti da Barnes, salvo diversa indicazione.
|                  | Addestratore (School)     | A posti affiancati (Side by side) | Da gara (Competition)     | Versione Daimler         | Militare (Military)       |
| ---------------- | ------------------------- | --------------------------------- | ------------------------- | ------------------------ | ------------------------- |
| Equipaggio       | 2                         | 2                                 | 2                         | 2                        | 2                         |
| Esemplari        | 6                         | 7                                 | 2                         | 1                        | 21                        |
| Motore           | Gnome 37 kW (50 hp)       | Gnome 37 kW (50 hp)               | Gnome 60 kW (80 hp)       | Daimler 52 kW (70 hp)    | Gnome 60 kW (80 hp)       |
| Lunghezza        | 8,23 m (27 ft)            | 8,23 m (27 ft)                    | 8,61 (28 ft 3 in)         | 9,37 m (30 ft 9 in)      | 8,89 m (29 ft 2 in)       |
| Apertura alare   | 12,19 m (40 ft)           | 12,57 m (41 ft 3 in)              | 12,19 m (40 ft)           | 11,99 m (39 ft 4 in)     | 13,03 m (42 ft 9 in)      |
| Altezza          | 2,13 m (7 ft)             | 2,13 m (7 ft)                     | 2,13 m (7 ft)             | 2,13 m (7 ft)            | 2,13 m (7 ft)             |
| Superficie alare | 25,55 m² (275 sq ft)      | 25,55 m² (275 sq ft)              | 22,48 m² (242 sq ft)      | 24,15 m² (260 sq ft)     | 26,01 m² (280 sq ft)      |
| Peso a vuoto     | 350 kg (770 lbs)          | 350 kg (770 lbs)                  | 454 kg (1 000 lbs)        | 544 (1 200 lbs)          | 476 (1 050 lbs)           |
| Peso carico      | 499 kg (1 100 lbs)        | 499 kg (1 100 lbs)                | 776 kg (1 710 lbs)        | 839 kg (1 850 lbs)       | 805 kg (1 775 lbs)        |
| Velocità         | 105 km/h (65 mph, 56 kts) | 105 km/h (65 mph, 56 kts)         | 117 km/h (73 mph, 63 kts) | 97 km/h (60 mph, 52 kts) | 114 km/h (71 mph, 62 kts) |

## Utilizzatori

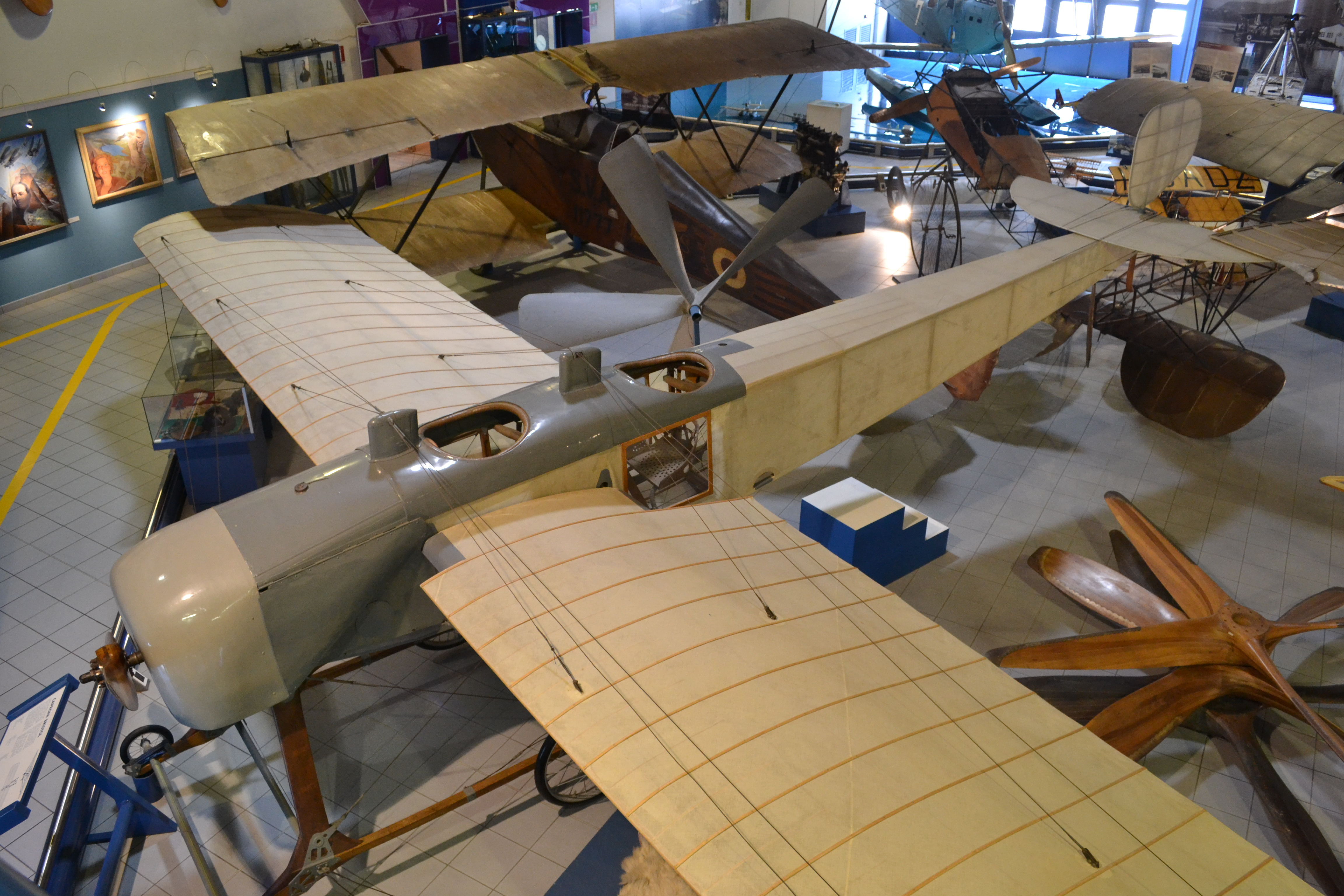
Il Caproni-Bristol conservato presso il Museo dell'Aeronautica Gianni Caproni; notare i due posti a sedere in tandem, i due piloni che reggevano i cavi di rinforzo delle ali e le peculiari finestrelle di celluloide ai lati degli abitacoli, che servivano a migliorare la visibilità dei membri dell'equipaggio.

I dati sono tratti da Barnes, salvo diversa indicazione.
- Regno Unito
  - Royal Flying Corps

 Italia
  - Scuola di volo della Malpensa

 Romania
 Spagna
 Germania[8]
 Bulgaria[8]

## Esemplari attualmente esistenti
L'unico monoplano Bristol-Coanda sopravvissuto è conservato presso il Museo dell'Aeronautica Gianni Caproni di Trento. Si tratta dell'esemplare inviato in Italia dalla Bristol come modello da imitare nella costruzione su licenza di ulteriori esemplari: entrato a far parte della collezione del Museo Caproni nel 1938, quando l'istituzione aveva sede in Lombardia, l'aereo rimase nei magazzini della famiglia Caproni dalla seconda guerra mondiale al 1988; venne allora trasportato a Rovereto e restaurato prima di essere esposto nella nuova sede del museo, a Mattarello, all'inizio degli anni novanta: la cofanatura del motore e l'intelaggio delle ali dovettero essere completamente ricostruiti, mentre le altre parti sono originali. L'esemplare è il più antico velivolo Bristol originale esistente al mondo.